# Карнашіде
Карнашіде (порт. Carnaxide; МФА: [kaɾ.nɐ.ˈʃi.dɨ]) — парафія в Португалії, у муніципалітеті Оейраш. Розташована в західній частині країни, на теренах історичної португальської провінції Ештремадура. Входить до складу округу Лісабон. За адміністративним поділом, чинним до 1976 року, терени парафії були складовою провінції Ештремадура. Належить до Лісабонського патріархату Католицької церкви. Патрон — святий Роман. Площа — 6,5132 км². Населення — 25911 ос. (2011). Сильно урбанізований регіон. Густота населення — 3978,23 осіб/км²
. Код — 111003.

## Населення
| Кількість мешканців | Кількість мешканців | Кількість мешканців | Кількість мешканців | Кількість мешканців | Кількість мешканців | Кількість мешканців | Кількість мешканців | Кількість мешканців | Кількість мешканців | Кількість мешканців | Кількість мешканців | Кількість мешканців | Кількість мешканців | Кількість мешканців |
| ------------------- | ------------------- | ------------------- | ------------------- | ------------------- | ------------------- | ------------------- | ------------------- | ------------------- | ------------------- | ------------------- | ------------------- | ------------------- | ------------------- | ------------------- |
| 1864                | 1878                | 1890                | 1900                | 1911                | 1920                | 1930                | 1940                | 1950                | 1960                | 1970                | 1981                | 1991                | 2001                | 2011                |
| 2 059               | 2 082               | 2 164               | 5 103               | 9 800               | 6 804               | 12 550              | 15 345              | 20 136              | 28 301              | 38 745              | 78 583              | 79 801              | 21 354              | 25 911              |